# Kirsten ten Tusscher
Kirsten ten Tusscher (geboren te Enschede, 23 februari 1976) is een Nederlandse onderzoekster en hoogleraar op het gebied van de theoretische en computationele biologie of bio-informatica. In het bijzonder houdt haar vakgroep zich bezig met biodynamica en biocomplexiteit.

## Opleiding en carrière
Kirsten ten Tusscher begon met haar opleiding biologie aan de Universiteit Utrecht in 1995. Vanwege haar belangstelling voor theoretische biologie en bio-informatica stapte ze in 1997 voor een jaar over op computational science, een destijds net opgerichte opleiding aan diezelfde universiteit. In 1998 keerde ze terug naar de opleiding biologie voor een onderzoeksstage bij de vakgroep Theoretische Biologie / Bio-informatica van Paulien Hogeweg, gevolgd door een onderzoeksstage bij de faculteit Informatica van de Universiteit van Amsterdam. In november 2000 behaalde ze haar doctoraaldiploma biologie.
Ten Tusscher deed promotieonderzoek bij de vakgroep Theoretische Biologie / Bio-informatica, waar ze onder begeleiding van Sacha Panfilov en Paulien Hogeweg het eerste succesvolle computermodel voor de elektrische activiteit van een menselijke hartcel ontwikkelde. Zij promoveerde in 2004 op het proefschrift Spiral wave dynamics and ventricular arrhythmias (Spiraal golfdynamica en ventriculaire aritmieën).
Als postdoc zette Ten Tusscher dit project voort tot het eerste model van een compleet menselijk hart, bedoeld voor de simulatie van hartritmestoornissen. In 2008 werd ze groepsleider bij het Simula Research Laboratory in Oslo, waar haar in 2009 de ‘Simula Researcher of the Year Award’ werd toegekend. In 2010 keerde ze als terug naar het departement Biologie van de Universiteit Utrecht. Andere toekenningen waren een NWO Vidi-beurs (2015), een NWO Aspasia-beurs, een beurs in het kader van Building Blocks of Life en in 2021 één van de hoogste persoonsgebonden wetenschappelijke premies van Nederland: een Vici-beurs van 1,5 miljoen euro voor haar onderzoek 'Groene logica: het ontcijferen van keuzes van planten in hun zoektocht naar voedsel'.
In 2018 werd Ten Tusscher aan de Utrechtse universiteit benoemd tot hoogleraar Computational Developmental Biology (Computationele Ontwikkelingsbiologie).

## Onderzoek
Ten Tusscher is een internationaal toonaangevende wetenschapper in de bio-informatica. Ze ontwerpt en bouwt computermodellen voor onderzoek naar de ontwikkeling van meercellige planten en dieren. De modellen bestrijken een breed scala van organismen, van een plantenwortel tot een menselijk embryo of het menselijk hart. De fundamentele inzichten die op basis van numerieke experimenten verkregen worden zijn belangrijk voor uiteenlopende toepassingen, van de landbouw tot de gezondheidszorg. Het onderzoek van Ten Tusscher en haar groep leverde bijvoorbeeld belangrijke inzichten op over de ontwikkeling van plantenwortels als functie van het zoutgehalte van hun omgeving. Maar ook  over ontwikkelingsstoornissen in menselijke embryo’s, zoals scoliose, een verkromde ruggengraat. 
Veel van de computerexperimenten zijn van belang omdat echte experimenten niet gemakkelijk bij een levend wezen gedaan kunnen worden. Ook kunnen er ethische bezwaren zijn voor het doen van dergelijke experimenten. Een andere belangrijke reden voor dit soort numeriek onderzoek is dat het wellicht kan helpen te ontrafelen hoe één bevruchte cel zich ontwikkelt tot een complex meercellig organisme. Hoe kunnen de cellen, ondanks hun identieke DNA, exact op de juiste plaats en het juiste moment hun eigen, specifieke functie aannemen? De geavanceerde computersimulatiemodellen combineren biologische data van het subcellulaire niveau – binnen de cel – met informatie over delen van het organisme, of van het hele organisme.
Een ander bijkomend voordeel van onderzoek op basis van modellen, is dat je bijvoorbeeld kunt experimenteren met mechanismen die in de natuur niet voorkomen en zo kunt leren waarom de natuur bepaalde processen 'verkiest' boven andere. 

## Nevenactiviteiten en samenwerkingen
Ten Tusscher neemt deel aan de duurzaamheids-hub Future Food en is lid van het Centrum voor Complex Systems Studies van de Universiteit Utrecht. Ze is lid van de SMB Subgroup on Cell and Developmental Biology en is geregeld gast-editor van het wetenschappelijk tijdschrift PLOS Computational Biology.